# Doing Their Bit (film 1918 Buel)
Doing Their Bit è un film muto del 1918 scritto e diretto da Kenean Buel.

## Trama
Dopo la morte del loro papà in guerra, le piccole Kate e Janie O'Dowd partono dall'Irlanda per essere affidate al ricco zio americano Michael O'Dowd. Lì, le sorelline sventeranno un piano contro il loro nuovo paese smascherando due spie.

## Produzione
Il film fu prodotto dalla Fox Film Corporation con il titolo di lavorazione Doing Our Bit.

## Distribuzione
Distribuito dalla Fox Film Corporation, il film uscì nelle sale cinematografiche USA il 4 agosto 1918.